# For Once In My Life (chanson de Mel B)
Pour les articles homonymes, voir For Once In My Life (homonymie).
Singles de Melanie B
Today
(2005)
For Once In My Life est une chanson de la chanteuse britannique Melanie B, sortie le 13 septembre 2013. Le titre est écrit par Melanie Brown, Tim Daniel McEwan, Lars Halvor Jensen, Gita Lake et Negin Djafari et produit par DEEKAY. La chanson est le 1er single extrait du 3e et futur album de Melanie B.
La chanson est un succès aux États-Unis, en s’érigeant à la 2e place au Hot Dance Club Songs.

## Développement
En 1999, elle commence sa carrière solo en sortant le titre I Want You Back en collaboration avec Missy Elliott, suivi de son 1er opus en 2000, intitulé Hot, qui génère les singles Tell Me, Feels So Good (en) ou encore Lullaby, qui se vend à 60 000 exemplaires au Royaume-Uni. En 2005, elle publie son second album L.A. State of Mind, qui sortit sous un label indépendant, obtient des ventes discrètes,.
En parallèle, elle se lance dans diverses activités telles que : le jeu vidéo Get Fit With Mel B, la présentation de jeux télévisions, devient jury d’une multitude de télé crochets dont The X Factor (UK), X-Factor Australie ou encore The Voice Kids Australie et participe en tant que candidate à la 12e saison de Dancing with the Stars. Elle intègre aussi sa propre télé-réalité intitulée Le Monde De Mel B,.

## Accueil
La chanson reçoit des critiques postives. Aux États-Unis, la chanson atteint la 2e place au Hot Dance Club Songs
. Elle atteint la 30e place à UK Indie Charts.

## Vidéoclip
Le vidéoclip a été filmé à Colonial Street, plateau du Universal Studios Hollywood, qui a également servit de décor pour la série à succès Desperate Housewives. Il montre Melanie B en train de parcourir les maisons en chantant sa chanson. Melanie B For Once In My Life vidéo officielle sur youtube.com

## Format et liste des pistes
Digital download
1. For Once In My Life – 3:38

## Classements
| Charts (2013)              | Positions position |
| -------------------------- | ------------------ |
| UK Indie Chart             | 30                 |
| Billboard Dance Club Songs | 2                  |